# HIAT
HIAT (halb-interpretative Arbeits-Transkription) bezeichnet ein Verfahren zur Verschriftlichung gesprochener Sprache. Es findet in der Linguistik und insbesondere in der funktional-pragmatischen Diskursanalyse und der deutschsprachigen Konversationsanalyse Anwendung. Entwickelt wurde HIAT von den Sprachwissenschaftlern Jochen Rehbein und Konrad Ehlich. Es besteht parallel zu den von Gail Jefferson entwickelten Transkriptionskonventionen.
Grundprinzip von HIAT ist die Partiturschreibweise, über die allen Teilnehmern am Gespräch eine einzelne Zeile zugeordnet wird, ähnlich wie in Partituren für Orchestermusik. Übereinander liegende Gesprächsteile sind also die gleichzeitig gesprochenen Teile, sogenannte Überlappungen. Um den Zusammenhalt zu verdeutlichen, werden zusammengehörige Teile mit Klammern zusammengehalten.
Für das computergestützte Transkribieren nach HIAT wird meist der Partitur-Editor des EXMARaLDA-Systems verwendet.